# Барт Олександр Павлович
Граф Олександр Павлович Барт — російський державний діяч. Міністр фінансів у Другому Кримському крайовому уряді.

## Біографія
В 1891 році закінчив юридичний факультет Московського університету з дипломом першого ступеня і був відряджений у розпорядження прокурора Московського окружного суду. З 1893 році був призначений виконувати посаду податного інспектора Тарусського повіту в Калузькій губернії. З 1904 року був керуючим Тобольською казенною палатою. Був відзначений орденом Св. Станіслава 3-го ступеня та орденом Св. Анни 2-го ступеня (1909); з 2 квітня 1906 року — статський радник.
Потім перебував на посаді керівника Ярославської казенної палати. У 1916 році переведений на ту ж посаду до казенної палати Сімферополя . Був членом Таврійської вченої архівної комісії .
У березні 1918 був обраний службовцями Таврійської казенної палати делегатом на Всеросійський з'їзд казенних палат. При формуванні кримського уряду М. А. Сулькевича відмовився увійти до складу уряду. Увійшов до кримського уряду наступного складу (С. С. Криму) міністром фінансів .
Разом із сім'єю на борту грецького судна «Надія» залишив Крим 15 квітня 1919 року. Жив у Парижі . Пропозиція працювати в «Російському міжнародному банку» не прийняв і у вересні 1919 році повернувся до Криму; вступив на посаду керуючого казенною палатою.
Під час евакуації військ генерала П. М. Врангеля залишився у Криму. У ході Червоного терору в Криму 27 листопада 1920 році був заарештований і незабаром розстріляний .

## Сім'я
Дружина — Софія Олексіївна Бахрушіна (1868 — ?);
- дочки — Наталія (10.08.1893 — ?), Катерина (28.09.1894 — ?).